# Sri Lanka Broadcasting Corporation
La Sri Lanka Broadcasting Corporation (singhalais : ශ්‍රී ලංකා ගුවන් විදුලි සංස්ථාච, Shrī Lankā Guvan Viduli Sansthāva, tamoul : இலங்கை ஒலிபரப்புக் கூட்டுத்தாபனம், Ilangkai Oliparappuk Kūṭṭuttāpaṉam) a vu le jour le 5 janvier 1967, lorsque Radio-Ceylan est devenue une société publique. 
Dudley Senanayake, premier ministre de Ceylan en 1967, inaugure la Ceylan Broadcasting Corporation nouvellement créée, avec le ministre Ranasinghe Premadasa et le directeur général de la Société Radio-Ceylan, Neville Jayaweera. Le premier conseil d'administration de la CBC se composait alors de MM. Neville Jayaweera (CCS), A.L.M. Hashim, Dharmasiri Kuruppu, K.A.G. Perera et Devar Surya Sena. Lors de la première réunion du conseil d'administration, il a été décidé à l'unanimité de nommer le Président, Mr.Jayaweera, comme directeur général.
En 1980, l'organisation change de nom et devient la Sri Lanka Broadcasting Corporation ; l'organisation est alors dirigée par Jezima Ismail, première femme à détenir ce poste.